# Осуману Адама
Осуману Адама (англ. Osumanu Adama; 24 грудня 1980, Аккра) — ганський професійний боксер, призер Всеафриканських ігор.

## Аматорська кар'єра
На Всеафриканських іграх 1999, здобувши дві перемоги, програв у фіналі Мухаммеду Хікал (Єгипет) і отримав срібну медаль.
На Олімпійських іграх 2000  в категорії до 71 кг програв у першому бою Мухаммеду Мармурі (Туніс).

## Професіональна кар'єра
Впродовж 2001—2008 років провів 13 переможних боїв у Гані проти суперників невисокого рівня. В першому бою за межами країни зазнав поразки від Дья Девіса (США). Здобувши чотири перемоги, здійснив новий вихід на ринг США і програв в першому з них американцю Доновану Джорджу, а потім переміг трьох суперників, завоювавши титули IBO International та IBO Inter-Continental у середній вазі.
7 березня 2012 року вийшов на бій за титул чемпіона IBF проти Деніела Гіла (Австралія) і зазнав поразки одностайним рішенням.
1 лютого 2014 року вийшов на бій за титули чемпіона WBA і IBO проти Геннадія Головкіна (Казахстан) і програв технічним нокаутом в сьомому раунді.